# Resort Municipality (Ilha do Príncipe Eduardo)
Resort Municipality, oficialmente chamado de Resort Municipality of Stanley Bridge, Hope River, Bayview, Cavendish and North Rustico, é um município resort localizado no Condado de Queens na província canadense da Ilha do Príncipe Eduardo. A população, de acordo com o censo de 2016, era de apenas 328 habitantes.